# Политцер, Жорж
Жорж Политце́р (фр. Georges Politzer, 3 мая 1903[…], Орадя — 23 мая 1942, Форт Мон-Валерьен) — французский психолог и философ еврейского происхождения. Участник Сопротивления, теоретик марксизма, коммунист. Муж Май Политцер.

## Биография
Ко времени провозглашения ВСР в 1919 г. в Венгрии, Политцер уже активно вовлечён в революционную деятельность. В семнадцать лет он был вынужден отправиться в изгнание, когда рабочее государство было подавлено белым террором диктатуры адмирала Миклоша Хорти.
После встречи с Фрейдом и Шандором Ференци в Вене, Политцер в 1921 г. поселился в Париже. В 1924 г., совместно с Анри Лефевром, Полем Низаном, Норбертом Гутерманом и др., создал дискуссионный философский кружок (фр. Philosophies). За пять лет он прочёл почти все крупные научные работы из философской коллекции. Вступил в ФКП между 1929 и 1931 гг.
В начале 1930 г., ФКП основала Рабочий университет Парижа (фр. l'Université Ouvrière de Paris), который просуществовал до немецкой оккупации в 1939 г. Во время своего пребывания в университете, Политцер преподавал курс диалектического материализма.
С началом оккупации, Политцер присоединился к левому крылу Сопротивления, издавал подпольные журналы, в которых раскрывал марксистскую теорию и высмеивал нацизм. Был арестован и подвергся пыткам. 23 мая 1942 г. расстрелян в форте Мон-Валерьен, находящемся в 192 км от Парижа.
Его жена — Май Политцер — также была арестована и погибла в Освенциме в 1943 г.

## Публикации на русском языке
- Жорж Политцер. Избранные философские и психологические труды. — М.: Прогресс, 1980.